# Jewish Internet Defense Force
La Jewish Internet Defense Force (JIDF) è un'organizzazione che sfrutta la comunicazione via Internet in sostegno alle proprie campagne, che definisce di lotta all'anti-semitismo e al terrorismo islamico.
La JIDF è stato inserito dal JTA nella classifica "I 100 più influenti Twitter ebrei" al primo posto della sezione "Twitter più influenti per notizie ebree".

## Storia
Il primo caso segnalato dall'organizzazione è stato attuato su Facebook nel 2007, durante una controversia di gruppi pro e contro l'esistenza come Stato della Palestina. La JIDF ha creato un proprio gruppo. Nel luglio 2008 l'organizzazione ha dichiarato d'aver in qualche modo preso il controllo di quei gruppi. In seguito vi furono altri casi.
Il sito internet del gruppo è gestito da "David Appletree", anche se come dichiarato nel 2009 nel giornale The Jewish Week, quello non è il suo vero cognome. Nello stesso articolo David Appletree accusava gli amministratori di Facebook di antisemitismo, poiché il suo account era stato chiuso. Un portavoce del social network ha dichiarato che il suo account è stato chiuso perché il cognome utilizzato non era reale e ciò fosse contrario alle regole di Facebook.
Nel maggio 2009 la CNN ha scritto che la JIDF è "a volte colpevole di radicali generalizzazioni proprie", citando una intervista pubblicata nel 2008 sul sito del critico delle reti sociali Brian Cuban, in cui un rappresentante JIDF discusse "le questioni che circondano i collegamenti terroristici" dell'allora candidato alle elezioni presidenziali USA Barack Obama "così come la sua chiesa razzista e antisemita, che ha sostenuto Hamas e il reverendo Louis Farrakhan", e la risposta alla domanda su come le comunità ebraiche e musulmane vedevano la JIDF rispose che "il 99,9% dei musulmani ci odia".

## Attività
Tramite utenze fittizie, interviene su siti web facendo pressione o orientando l'opinione di reti sociali e mobilitando gruppi di social network di massa come Facebook. Il lavoro di questa organizzazione è stato definito hacktivism. Oltre a Facebook il gruppo si concentra sui siti internet come YouTube, Wikipedia, Google e Google Earth.